# 薛時雨
薛時雨（1818年—1885年），字慰農，一字澍生，晚號桑根老農。安徽全椒縣人。清朝政治人物。

## 生平
咸豐三年（1853年）中進士。官杭州府知府，兼督浙江糧道。曾代行布政使、按察使事。著有《藤香館集》。